# Gottlob Frege
Friedrich Ludwig Gottlob Frege (8. listopadu 1848, Wismar – 26. července 1925, Bad Kleinen) byl německý matematik, logik a filosof, dlouholetý profesor univerzity v Jeně.
Frege kritizoval psychologismus, tj. názor, že matematické objekty mají psychologický původ a že logika je „věda o správném myšlení“. Je pokládán za „druhého zakladatele logiky“, která až do jeho doby byla závislá na Aristotelově sylogistice. Sestavil také predikátový kalkul a věnoval se konstrukci formálního jazyka a formalizaci důkazů. Jeho filosofie jazyka stála na počátku celého směru analytické filosofie 20. století.

## Život
Frege se narodil v baltském přístavu Wismar, v protestantsko-měšťanském prostředí, v rodině lycejního učitele; jeho matka měla patrně polské předky.
V roce 1869 odešel mladý Frege studovat matematiku, fyziku a filosofii do Jeny, kde mezi jeho učitele patřili Ernst Abbe a Kuno Fischer. Roku 1871 přešel na univerzitu v Göttingenu, kde o dva roky později složil doktorát; poté se vrátil do Jeny, kde se stal soukromým docentem a posléze mimořádným profesorem.
Roku 1887 se oženil s Margaretou Lieseberg; manželství zůstalo bezdětné (později Frege adoptoval syna). V roce 1904 ovdověl; od té doby do konce života trpěl těžkými depresemi, vysvětlovanými mj. tím, že se mu nepodařilo publikovat rozsáhlejší významné dílo.
Fregovi studenti (mezi něž patřil např. Rudolf Carnap) jej popisovali jako plachého a uzavřeného muže. Krátké a komplikované bylo přátelství s tehdy ještě studentem Ludwigem Wittgensteinem, který Frega několikrát navštívil a na jeho radu šel studovat k Russellovi.
Ve Fregově pozůstalosti byly nalezeny také deníky, kde Frege vyjadřuje své politické názory, jež mnoho stoupenců či interpretů jeho filosofie uvedly do rozpaků, např. britského filosofa M. Dummetta. Frege, v době císařství obdivovatel Bismarcka, se ke konci života ostře vyhraňuje proti katolíkům, Francouzům, sociálním demokratům a demokratickému hnutí vůbec, a kromě toho zastává antisemitské až nacistické názory; tyto své postoje však deprimovaný Frege svěřoval jen svému deníku a veřejně je nemanifestoval.

## Dílo

### Pojmové písmo (1879)
V roce 1879 publikuje Frege Pojmové písmo (Begriffsschrift, eine der arithmetischen nachgebildete Formelsprache des reinen Denkens). V tomto díle chtěl nalézt takové prostředky, které by umožnily vyjádřit matematické důkazy tak jasně, aby nevznikaly žádné pochybnosti o jejich správnosti. (Tím připomíná Leibnizovu myšlenku mathesis universalis.)
Hlavním přínosem díla je systematické používání symbolů (i když notace navrhovaná Fregem se ukázala málo praktická). Dílo také zavádí všechny dnes přijímané axiomy predikátové logiky.

### Základy aritmetiky (1884)
Základy aritmetiky (Die Grundlagen der Arithmetik), 1884

### Základní zákony aritmetiky (1893, 1903)
Základní zákony aritmetiky (Die Grundgesetze der Arithmetik), I. díl 1893, II. díl 1903

### O smyslu a významu (1892)
Článek O smyslu a významu (Über Sinn und Bedeutung) se zabývá problematikou vlastních jmen. Frege vychází z toho, že věty formy „a = a“ a „a = b“ mají odlišnou poznávací hodnotu. Například věta „Večernice je Večernice“ nepřináší žádnou zajímavou informaci, zatímco věta „Večernice je Jitřenka“ vyjadřuje nesamozřejmý astronomický fakt.

### O pojmu a předmětu (1892)
V originále Űber Begriff und Gegenstand, zabývá se problematikou pojmu a předmětu, kdy z jazykového hlediska je „pojem“ významem predikát a „předmět“ naopak to, co nikdy nemůže být celým významem predikátu, může však být významu subjekt.

#### České překlady Fregova díla
- Pojmopis: formulový jazyk čistého myšlení po vzoru formulového jazyka aritmetiky. Přel. Jiří Fiala. 1. vyd. Praha: Oikoymenh, 2012. 194 s. Knihovna novověké tradice a současnosti; sv. 72.  ISBN 978-80-7298-384-1.
- Logická zkoumání; Základy aritmetiky. Přel. Jiří Fiala. 1. vyd. Praha: OIKOYMENH, 2011. 265 s. Knihovna novověké tradice a současnosti; Sv. 71. ISBN 978-80-7298-319-3.
- O smyslu a významu; Přel. Jiří Fiala. Praha: Scientia & Philosophia, 1992. 33 - 75 s. ISBN 80-7111-005-1
- Jsou zákony aritmetiky syntetické a apriorní, nebo analytické?. Přel. Jaroslav Peregrin. Praha: OIKOYMENH, 1995. In: Co je to analytický výrok?.

#### O Fregovi
- Jaroslav Peregrin: Úvod do analytické filosofie, Herrmann a synové 1992 (podstatně přepracováno jako Kapitoly z analytické filosofie, Filosofia 2005).
- Vojtěch Kolman: Logika Gottloba Frega. Filosofia 2005.
- Meiner Felix: Gottlob Frege - Výklady o smyslu a významu (1892-1895). Přel. Jiří Fiala. In: Analytická filosofie: první čítanka. Plzeň: ZČU, 2005, s. 1-13.